# Makkolath Rajan
Makkolath Rajan (1934 – Kozhikode, 9 ottobre 2017) è stato un allenatore di pallacanestro indiano.

## Carriera
Ha guidato l'India alle Olimpiadi del 1980.